# Anua kebea
Anua kebea là một loài bướm đêm trong họ Erebidae.